# Anoplocephalidae
Anoplocephalidae (von altgriechisch anoplon ‚unbewaffnet‘ und kephale ‚Kopf‘) sind eine Familie der Bandwürmer. Sie parasitieren im Darm von pflanzenfressenden Säugetieren, Vögeln und Reptilien. Tiermedizinisch sind vor allem die Gattung Moniezia bei Schafen und die Gattung Anoplocephala bei Pferden von Bedeutung. Der Scolex trägt vier Saugnäpfe, aber keine Haken und kein Rostellum. Die Proglottiden sind kurz und breit. Die Eier sind dickschalig und enthalten eine Onkosphäre und eine Embryophore. Als Zwischenwirt fungieren Moosmilben.

## Gattungen
Die Familie umfasst zahlreiche Gattungen:
- Afrobaeria Haukisalmi, 2008
- Afrojoyeuxia Haukisalmi, 2013
- Andrya Railliet, 1893
- Anoplocephala Blanchard, 1848
- Anoplocephaloides Baer, 1923
- Anoplocephaloides Rausch, 1976
- Aporina Fuhrmann, 1902
- Arctocestus Haukisalmi, Hardman, Hoberg & Henttonen, 2014
- Atriotaenia Sandground, 1926
- Avitellina Gough, 1911
- Beringitaenia Haukisalmi, Hardman, Hoberg & Henttonen, 2014
- Bertiella Stiles & Hassell, 1902
- Biporonterina Burt, 1973
- Bulbultaenia Beveridge, 1994
- Bulbutaenia Beveridge, 1994
- Chionocestus Haukisalmi, Hardman, Hoberg & Henttonen, 2014
- Cittotaenia Riehm, 1881
- Cleberia Arandos Rêgo, 1967
- Coelodela Shipley, 1900
- Cookiella Haukisalmi, Hardman, Hoberg & Henttonen, 2014
- Crossotaenia Mahon, 1954
- Ctenotaenia Railliet, 1893
- Cycloskrjabinia Spasskii, 1951
- Damanocephala Spassky & Buga, 2007
- Diandrya Darrah, 1930
- Diuterinotaenia Gvozdev, 1961
- Doublesetina Srivastava & Srivastav, 1989
- Douthittia Haukisalmi, Hardman, Hoberg & Henttonen, 2014
- Echidnotaenia Beveridge, 1980
- Ectopocephalium Rausch & Ohbayashi, 1974
- ??? Equinia Haukisalmi, 2009
- Eurotaenia Haukisalmi, Hardman, Hoberg & Henttonen, 2014
- Flabelloskrjabinia Spasskii, 1951
- Francolina Capoor, Sawada, Bhalya & Rastogi, 1987
- Gallegoides Tenora & Mas-Coma, 1978
- Gekkotaenia Bursey, Goldberg & Kraus, 2005
- Genovia Haukisalmi, 2009
- Gulyaevia Haukisalmi, Hardman, Hoberg & Henttonen, 2014
- Hemiparonia Baer, 1925
- Hickmawia Spasskii, 1987
- Hokkaidocephala Tenora, Gulyaev & Kamiya, 1999
- Hunkeleriella Haukisalmi, 2013
- Inermicapsifer Janicki, 1910
- Inermicapsiper Janicki, 1910
- Killigrewia Meggitt, 1927
- Lemminia Haukisalmi, Hardman, Hoberg & Henttonen, 2014
- Leporidotaenia Genov, Murai, Georgiev & Harris, 1990
- Linstowia Zschokke, 1899
- Marmotocephala Gvozdev, Zhigileva & Gulyaev, 2004
- Mathevotaenia Akhumyan, 1946
- Metacapsifer Spasskii, 1951
- Microcephaloides Haukisalmi, Hardman, Hardman, Rausch & Henttonen, 2008
- Microticola Haukisalmi, Hardman, Hoberg & Henttonen, 2014
- Moniezia Blanchard, 1891
- Moniezoides Fuhrmann, 1918
- Monoecocestus Beddard, 1914
- Mosgovoyia Spasskii, 1951
- Multicapsiferina Fuhrmann, 1922
- Neandrya Haukisalmi & Wickström, 2005
- Neoaporina Saxena & Baugh, 1973
- Neoctenotaenia Tenora, 1976
- Oochoristica Lühe, 1898
- Panceriella Stunkard, 1969
- Paralinstowia Baer, 1927
- Paramonieza
- Paramoniezia Maplestone & Southwell, 1923
- Parandrya Gulyaev & Chechulin, 1996
- Paranoplocephala Lühe, 1910
- Paranoplocephaloides Gulyaev, 1996
- Parasciurotaenia Haukisalmi, 2009
- Paronia Diamare, 1900
- Paucicapsula Kugi, 1993
- Pericapsifer Spasski, 1951
- Pericpasifer Spasskii, 1951
- Phascolocestus Beveridge, 2014
- Phascolotaenia Beveridge, 1976
- Pritchardia Gardner, Agustín Jimenez & Campbell, 2013
- Progamotaenia Nybelin, 1917
- Pseudocittotaenia Tenora, 1976
- Pulluterina Smithers, 1954
- Rauschoides Haukisalmi, Hardman, Hoberg & Henttonen, 2014
- Rodentocestus Haukisalmi, Hardman, Hoberg & Henttonen, 2014
- Schizorchis Hansen, 1948
- Schizorchodes Bienek & Grundmann, 1973
- Sciurotaenia Haukisalmi, 2009
- ??? Semenoviella Spasski, 1951
- Shindeia Gaikwad & Shinde, 1985
- Shindeoandrya Shinde, Mahajan, Mahajan & Begum, 1999
- Sinaiotaenia Wertheim & Greenberg, 1971
- Spasskofuhrmina Palladwar & Kalyankar, 1989
- Stilesia Railliet, 1893
- Stringopotaenia Beveridge, 1978
- Taufikia Woodland, 1928
- Tenoraia Haukisalmi, Hardman, Hoberg & Henttonen, 2014
- Thysaniezia Skryabin, 1926
- Thysanosoma Diesing, 1835
- Thysanotaenia Beddard, 1911
- Timorenia Spasskii, 1987
- Triplotaenia Boas, 1902
- Triuterina Fuhrmann, 1922
- Tupaiataenia Schmidt & File, 1977
- Viscachataenia Denegri, Dophic, Elissondo & Beveridge, 2003
- Wallabicestus Schmidt, 1975
- Witenbergitaenia Wertheim, Schmidt & Greenberg, 1986
- Wyominia Scott, 1941
- ??? Zschokkea Fuhrmann, 1902
- Zschokkeella Ransom, 1909